# Крапиль, Николай Валерьевич
Никола́й Вале́рьевич Кра́пиль (род. 16 июля 1987, Москва) — игрок «Что? Где? Когда?», обладатель «Хрустальной совы».

## Биография
Николай Крапиль родился 16 июля 1987 года в Москве.
Окончил факультет социологии Высшей школы экономики (2007).
В 2013 году был избран факелоносцем эстафеты олимпийского огня зимних Олимпийских игр Сочи-2014.
В 2018 году вместе со Станиславом Мереминским принимал участие в телеигре «Кто хочет стать миллионером?». Выигрыш пары составил 800 000 рублей.
В 2019 году выступил в качестве организатора, редактора и ведущего турнира «Год театра» по спортивному «Что? Где? Когда?», в ходе которого вопросы игрокам задавали известные театральные деятели, в том числе Сергей Безруков, Елизавета Боярская, Игорь Костолевский, Владимир Машков, Евгений Миронов, Константин Райкин и другие.
В 2020 году публично поддержал Максима Поташева, выразившего несогласие с официальной позицией телекомпании «ТВ-Игра» по поводу знатока и тренера детских команд Михаила Скипского, обвинённого в сексуальных домогательствах к несовершеннолетним школьницам.

## «Что? Где? Когда?»
Дебютировал в телеигре «Что? Где? Когда?» в 2015 году в составе команды Андрея Супрановича.
С 2017 года играл в составе команды Алеся Мухина.
Провёл в клубе 15 игр, 5 раз признавался лучшим знатоком игры.
В 2020 году сыграл одну игру под капитанством Алены Повышевой (в летней серии из-за ограничений, связанных с пандемией коронавируса, играла сборная, составленная из игроков команд Мухина и Повышевой). В зимней серии того же года впервые выступил в качестве капитана команды, заменив заболевшего коронавирусом Алеся Мухина (итог игры: победа знатоков со счётом 6:1).
В 2020 году стал обладателем приза «Хрустальная сова» (в финальной игре года команда Мухина одержала победу над телезрителями со счетом 6:4 и по правилам игр, проходящих в годы юбилея телепередачи, получила «Хрустальное гнездо» — 6 хрустальных сов). Был выдвинут защитником интересов знатоков Андреем Черемисиновым в качестве кандидата на получение «Бриллиантовой совы». Кандидатуру Николая поддержали магистры игры Елизавета Овдеенко и Максим Поташев, Андрей Козлов и Виктор Сиднев проголосовали за Дениса Лагутина, Александр Друзь — за Алеся Мухина. По решению ведущего игры «Бриллиантовую сову» получил Денис Лагутин.
В летней серии 2021 года принес команде победу, выиграв в последнем раунде «Суперблиц», дав верные ответы на три вопроса подряд. За победу в суперблице получил приз от букмекерской конторы «Winline» — пригласительный билет на четвертьфинал Чемпионата Европы по футболу — 2020 в Санкт-Петербурге.
В феврале 2022 года объявил о прекращении участия в играх на Первом канале.

## Спортивное «Что? Где? Когда?»
Активный игрок в спортивную версию игры «Что? Где? Когда?».
С 2005 года был капитаном Сборной ВШЭ, в качестве капитана играл за команды «Крапленая колода», «Церебрум», «Викторонопко». В 2010 году выступал за команду «Понаехали», в составе которой выходил в финальную часть Чемпионата мира, с 2011 года играет за московскую команду «Ксеп».
В качестве капитана команды «ТУ» в 2010 году стал чемпионом Европы среди студентов по «Что? Где? Когда?» и «Брейн-рингу»
В составе команды «Ксеп» (также выступавшей под названием «Tenzor Consulting» — двукратный чемпион России (2013, 2014) и чемпион мира (2014).
Занимался тренерской работой. В 2015 году стал лауреатом премии Международной ассоциации клубов «Что? Где? Когда?» в номинации «Тренер года».
Выступал в качестве организатора, редактора и автора вопросов различных массовых турниров.